# آر. ك. براكاش
آر. ك. براكاش (21 ديسمبر 1979 ببنغالور في الهند - ) هو لاعب كرة قدم هندي في مركز الهجوم. لعب مع Hindustan Aeronautics Limited SC ‏.

## وصلات خارجية
- آر. ك. براكاش على موقع ناشيونال فوتبول تيمز (الإنجليزية)
- آر. ك. براكاش على موقع Soccerway.com (الإنجليزية)
- آر. ك. براكاش على موقع عالم كرة القدم.نت (الإنجليزية)